# Caleufú
Caleufú est une localité argentine située dans le département de Rancul et dans la province de La Pampa.

## Toponymie
Le nom vient de la langue mapuche et signifie « autre ruisseau » (ca = autre, leuvu ou leufú = ruisseau/rivière),.